# Északi félgömb

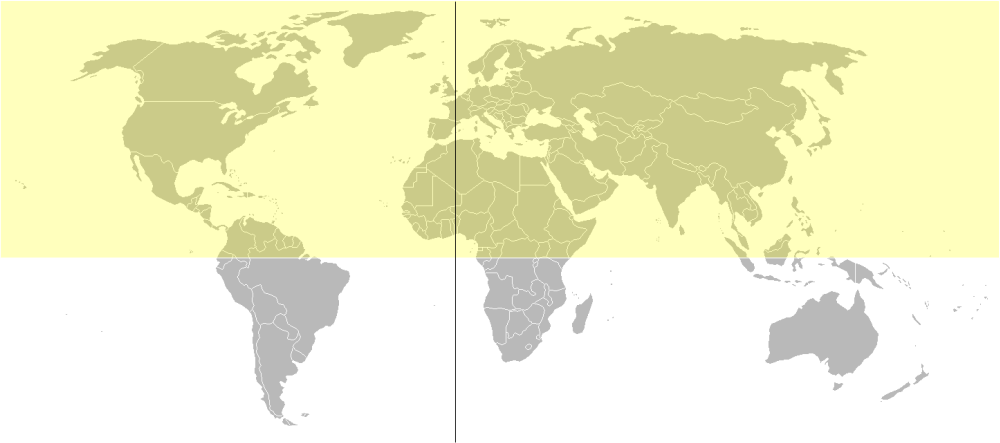
A Föld északi félgömbje sárga színnel jelölve

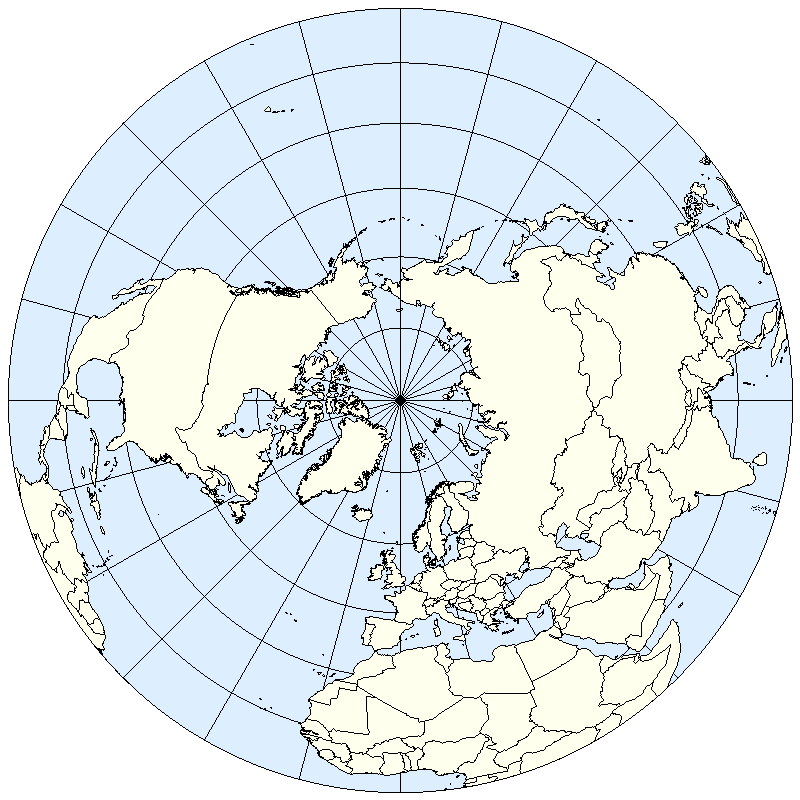
Az északi félgömb egy Északi-sark feletti pontról nézve

Az északi félgömb (északi félteke) egy bolygó azon fele, amely az egyenlítőtől északra helyezkedik el. A fogalom az égbolt égi egyenlítőtől északra található felére is vonatkozik. A Földön a szárazföldi területek több mint kétharmada az északi félgömbön található (67,3%), és a népesség túlnyomó része (körülbelül 87–90%) itt él.

## Földrajz és éghajlat
Lásd még Arktisz, Mérsékelt öv, Trópusok, Évszakok és Éghajlat
A Föld forgástengelyének dőlése miatt a tél a téli napfordulótól (jellemzően december 22-étől) a tavaszi napéjegyenlőségig (jellemzően március 20-ig) tart, míg a nyár a nyári napfordulótól (jellemzően június 21-étól) az őszi napéjegyenlőségig (jellemzően szeptember 21-éig) tart.
Az Arktisz az északi sarkkörtől északra fekvő terület. Az éghajlatára a hideg telek és a hűvös nyarak jellemzők. A csapadék többnyire hó formájában fordul elő. Az Arktiszon egyes nyári napokon megesik, hogy a Nap nem nyugszik le, míg telente vannak olyan napok, amikor a Nap nem kel fel. Ezen időszakok hossza a sarkvidék egyes részein egy naptól, az Északi-sarkra jellemzően több hónapig eltarthat.
A sarkkör és a Ráktérítő között található az északi mérsékelt öv. Ezen a területen a nyár és a tél közötti változások általában enyhék, így nincsenek rendkívüli forró vagy hideg időszakok. Azonban a mérsékelt éghajlat igen kiszámíthatatlan időjárást eredményezhet.
A trópusi régiókban (a Ráktérítő és az Egyenlítő között) általában egész évben forróság uralkodik, a nyári hónapokra az esős, a téliekre pedig a száraz évszak jellemző.
Az északi félgömbön a Coriolis-erő hatására a tárgyak a felszínen vagy a levegőben jobbra forogva mozognak. Ennek következményeként az Egyenlítőtől északra a nagy méretű vízszintes lég- vagy vízáramlatok az óceáni tengely körül az óramutató járásának megfelelően (jobbra) forognak. Ez legjobban az Atlanti- és a Csendes-óceán északi részén levő óceáni keringési mintáknál látható. A déli félgömbön az irány fordított.
Ugyanebből az okból a lefelé tartó légáramlatok az északi félgömbön az óramutató járásának megfelelő irányban söpörnek végig a felszínen. Az ilyen irányú forgás jellemző az északi félgömb magas nyomású időjárási sejtjeire. Ennek eredményeként a Föld északi felén a felszálló levegő (ami alacsony nyomású területet hoz létre) arra kényszerül, hogy az óramutató járásával ellentétesen forogjon. A hurrikánok és a ciklonok (erőteljes alacsony légnyomású rendszerek) az óramutató járásával ellentétesen forognak az északi félgömbön (a déli félgombön pedig fordított irányban).
A napóra árnyéka az óramutató járásának megfelelően mozog az északi félgömbön (a déli félgömbön pedig azzal ellentétesen). Napközben az északi félgömbön a Nap a maximumától délre levő helyzetbe emelkedik fel, a déli félgömbön pedig attól északra (az egyenlítő irányában). A Nap mindkét félgömbön keleti irányban kel fel és nyugati irányban nyugszik le.
Emellett a Hold „fejjel lefelé” tűnik fel ahhoz képest, ahogyan a déli félgömbön látható, és a csillagok látványa is nagyban eltér. Az Északi-sark a Tejút galaktikus középpontjával ellentétes irányba mutat, miáltal jóval kevesebb csillag látható az északi égbolton, mint a délin, így az északi égbolt alkalmasabb a mélyűri megfigyelésekre, mivel a megfigyelőt nem „vakítja el” a Tejút.

## Kontinensek és országok listája
A északi félgömbön található a szárazföldek nagyobb része, kb. 96,8 millió km2, az szárazföl és az óceánok aránya: 39% - 61%.

### Kontinensek
- egész Európa
- egész Észak-Amerika
- Ázsia legnagyobb része
- Dél-Amerika egy kis része, az Amazonas torkolatától északra
- Afrika megközelítőleg 2/3-ad része, a Kongó kanyarulatától északra

### Dél-amerikai országok
Egészében
- Francia Guyana
- Guyana
- Suriname
- Venezuela

Nagyrészt
- Kolumbia

Kisrészt
- Brazília
- Ecuador

### Óceánia
Elsősorban az északi félgömbön levő országok
- Marshall-szigetek
- Mikronézia
- Palau

## Fordítás
- Ez a szócikk részben vagy egészben a Northern Hemisphere című angol Wikipédia-szócikk ezen változatának fordításán alapul.  Az eredeti cikk szerkesztőit annak laptörténete sorolja fel. Ez a jelzés csupán a megfogalmazás eredetét és a szerzői jogokat jelzi, nem szolgál a cikkben szereplő információk forrásmegjelöléseként.